# Сухі ліси Багамських островів
Сухі ліси Багамських островів (ідентифікатор WWF: NT0203) — неотропічний екорегіон тропічних та субтропічних сухих широколистяних лісів, розташований на Багамських островах та на островах Теркс і Кайкос.

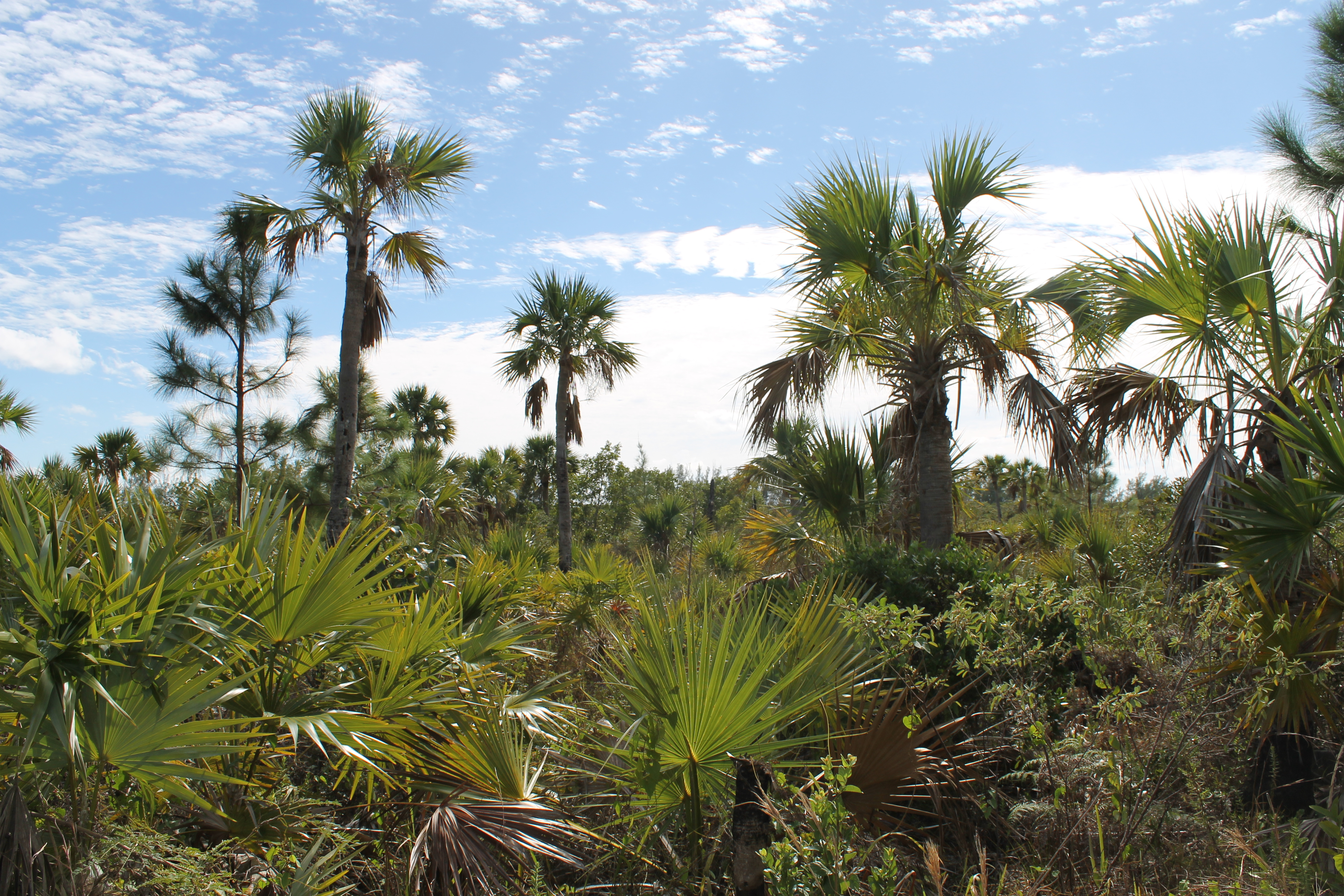
Пальмовий ліс на Великому Багамі

## Географія
Екорегіон сухих лісів Багамських островів розташований на Багамському архіпелазі, який лежить у північній частині Карибів, на південний схід від Флориди та на північ від Куби. 
Багамський або Лукайський архіпелаг складається з 700 островів та близько 2400 острівців, кеїв, рифів та скель загальною площею 10 010 км², які простягаються на 800 км з північного заходу на південний схід через західну частину Атлантичного океану. Ці коралові острови є вершинами великого підводного вапнякового плато. Оолітовий вапняк, який складає основу цього плато, почав накопичуватися ще з кінця мезозою, і наразі його товщина подекуди перевищує 4,5 км.
Море навколо Багамських островів дуже мілке: в районі Великої Багамської банки його глибина становить лише 25 м. Протягом останнього льодовикового періоду, коли рівень моря був на 120 м нижчим, ніж зараз, більша частина Багамських банок була суходолом. Таким чином, сучасна площа Багамських островів становить лише невелику частину від їх доісторичної площі. Коли вапнякова платформа піднялася над водою, вона піддалася інтенсивному хімічному вивітрюванню, яке призвело до формування численних карстових печер та воронок. Коли ці воронки були затоплені океаном, утворилися мальовничі блакитні діри, найвідомішою з яких є блакитна діра Діна глибиною 202 м. Усі Багамські острови низькі та пласкі, їх висота зазвичай не перевищує 10-20 м. Найвищою вершиною Багам є пагорб Алвернія заввишки 63 м, розташований на острові Кет. Майже на кожному острові є водно-болотні угіддя, більшість з яких складається з мілководних солонуватих або солоних лагун, мангрових боліт та прибережних мулистих мілин.
На півночі Багамського архіпелагу розташована Мала Багамська банка, яка включає острів Великий Багама та острови Абако. На південь від неї розташована Велика Багамська банка, яка займає більшу частину архіпелагу. На заході цієї банки розташовані острівці Біміні, на півночі — Беррі, в центрі — острівна група Андрос, яка вважається найбільшим островом Багамських островів, а на сході — острови Нью-Провіденс, Ельютера,  Лонг-Айленд, Ексума та Раггед. На схід від Великої Багамської банки розташовані острови Кет, Рам-Кей, Сан-Сальвадор, Крукед, Аклінс, Маягуана та Інагуа.
На крайньому сході Багамського архіпелагу розташовані острови Теркс та Кайкос. Острови Теркс і Кайкос є британською заморською територією, тоді як решта Багамського архіпелагу складає Співдружність Багамських Островів, яка отримала незалежність у 1973 році.
Екорегіон сухих лісів Багамських островів охоплює більшу частину Багамського архіпелагу, за винятком значної частини Північних Багам, зокрема островів Великий Багама, Абако, Андрос і Нью-Провіденс, а також за винятком західної частини островів Кайкос, де переважають соснові ліси Багамських островів. У прибережних районах сухі ліси Багамських островів переходять у багамські мангри.

## Клімат
На більшій частині Багамського архіпелагу переважає саванний клімат (Aw за класифікацією кліматів Кеппена), однак на Великому Багамі, найпівнічнішому острові архіпелагу, домінує мусонний клімат (Am за класифікацією Кеппена), а на південних островах Інагуа — напівпустельний клімат (BSh за класифікацією Кеппена). З травня по жовтень в регіоні триває спекотний та вологий сезон дощів, коли часто трапляються короткі, але інтенсивні грози з громом і блискавками. З листопада по квітень триває сонячний і посушливий сухий сезон. Середня температура на Багамах становить 25 °C, а середньорічна кількість опадів — приблизно 1320 мм. З липня по жовтень в регіоні часто трапляються руйнівні тропічні циклони.

## Флора
Рослинний покрив екорегіону представлений густими, невисокими хащами, основу яких складають різні види широколистяних дерев та кущів. Їх видовий склад та структура різняться від острова до острова залежно від кількості опадів та ґрунтів.
На океанічному узбережжі Багамських островів, на кам'янистих, вапнякових ґрунтах, поширені чагарникові ліси, які на Багамах відомі як коппіси. Основу цих лісів складають дерева та чагарники, зокрема сінекордієві акації (Vachellia choriophylla), пухирчасті цезальпінії (Caesalpinia vesicaria), багамські мімози (Mimosa bahamensis), рожеві клузії (Clusia rosea), манцинелові дерева (Hippomane mancinella), вест-індійські червоні дерева (Swietenia mahagoni), морський виноград (Coccoloba uvifera), гумбо-лімбо (Bursera simaruba), капустяні пальми (Sabal palmetto) та карибські отруйні дерева (Metopium toxiferum). В їх підліску зустрічаються кущі кавової колубріни (Colubrina arborescens), а також кактуси, зокрема прямостоячі опунції (Opuntia stricta), прибережні мелокарпуси (Melocactus intortus), великоцвіті королеви ночі (Selenicereus grandiflorus) та багатокуті волохаті кактуси (Pilosocereus polygonus). Рослинність, що складає прибережні чагарникові ліси, здатна витримувати солоні бризки.
Серед вапнякових відслонень, на межі між мангровими лісами і сосновими насадженнями, у районах, які часто затоплюються водою під час припливів, зустрічаються характерні угруповання, у яких домінує колюча буціда (Bucida molinetii). Також у цих лісах зустрічаються вест-індійські червоні дерева (Swietenia mahagoni) та духмяні кедрели (Cedrela odorata).
Сухі широколистяні тропічні ліси зустрічаються й на пагорбах у внутрішніх районах островів. На великих островах Північних Багам та на заході островів Кайкос ці ліси часто перемежовуються ділянками соснових лісів, основу яких складають багамські сосни (Pinus caribaea var. bahamensis). У широколистяних лісах домінують вест-індійські червоні дерева (Swietenia mahagoni), несправжні тамаринди (Lysiloma latisiliquum), духмяні кедрели (Cedrela odorata), смердючі сідероксилони (Sideroxylon foetidissimum), сабікові дерева (Lysiloma sabicu), голубині сливи (Coccoloba diversifolia), звичайні пісцідії (Piscidia piscipula), гумбо-лімбо (Bursera simaruba) та шкірясті списові дерева (Nectandra coriacea). В їхньому підліску зустрічаються оливові золотолистники (Chrysophyllum oliviforme), смердючі євгенії (Eugenia foetida), багамські буррерії (Bourreria succulenta), біднолисті повітряники (Tillandsia paucifolia), нічні епідендруми (Epidendrum nocturnum), дрібнозубчаста ваніль (Vanilla barbellata) та чагарники багамської дикої кави (Psychotria ligustrifolia).
Сухі широколистяні ліси за наявності регулярних пожеж, спричинених людською діяльністю, перетворюються у антропогенні соснові насадження. Натомість за відсутності пожеж соснові ліси витісняються широколистяними деревами і кущами.

## Фауна
Єдиними місцевими наземними ссавцями на Багамах є ендемічні багамські хутії (Geocapromys ingrahami). Ці невеликі гризуни вважалися вимерлими до 1966 року, коли їхня реліктова популяція була відкрита на невеликому безлюдному острові Іст-Плана-Кей. Пізніше багамські хутії були реінтродуковані у деяких заповідниках на інших островах.
Ендеміками екорегіону також є багамські лійковухи (Chilonatalus tumidifrons) — кажани, які живуть лише у сухих тропічних лісах Північних Багам. Серед інших рукокрилих, поширених на островах Багамського архіпелагу, слід також відзначити вохристого квіткоїда (Erophylla sezekorni), листоноса Вотерхауса (Macrotus waterhousii) та листоноса Ліча (Monophyllus redmani). На острові Нью-Провіденс мешкають багамські ракуни (Procyon lotor maynardi), однак ці тварини потрапили на Багами лише кілька століть тому завдяки людям.
Орнітофауна екорегіону включає карибського голуба (Patagioenas leucocephala), антильську зенаїду (Zenaida aurita), неоарктичного канюка (Buteo jamaicensis), американського боривітра (Falco sparverius), американську сипуху (Tyto furcata), волохатого дятла (Leuconotopicus villosus), антильського анаперо (Chordeiles gundlachii), кубинського амазона (Amazona leucocephala), сірого тирана (Tyrannus dominicensis), темноголового тирана (Tyrannus caudifasciatus), кубинського копетона (Myiarchus sagrae), карибського піві (Contopus caribaeus), товстодзьобого віреона (Vireo crassirostris), карибського дрозда (Turdus plumbeus), карибського пересмішника (Mimus gundlachii), жовтодзьобого пересмішника (Margarops fuscatus), антильську танагру (Spindalis zena), велику вівсянку-снігурця (Melopyrrha violacea), чорноволого потроста (Melanospiza bicolor) та церебу (Coereba flaveola).
Майже ендемічними представниками регіону є багамські колібрі-аметисти (Nesophlox evelynae) та багамські трупіали (Icterus northropi), які окрім сухих тропічних лісів, зустрічаються також в соснових лісах Багамського архіпелагу. Ендеміками екорегіону є інагуанські колібрі-аметисти (Nesophlox lyrura) та багамські жовтогорлики (Geothlypis rostrata). Раніше на острові Нью-Провіденс зустрічалися ендемічні винногруді колібрі-смарагди (Riccordia bracei), однак вони вимерли наприкінці XIX століття.
Серед поширених в екорегіоні плазунів слід відзначити блакитну ігуану (Cyclura lewisi), багамську скельну ігуану (Cyclura rileyi), північно-багамську скельну ігуану (Cyclura cychlura), теркс-кайкоську скельну ігуану (Cyclura carinata), рифового гекона (Sphaerodactylus notatus), смугастого карибського гекона (Aristelliger barbouri), багамського аноліса (Anolis oligaspis), багамського полоза (Cubophis vudii), багамського удава (Chilabothrus strigilatus) та північно-багамського удава (Chilabothrus exsul).

## Збереження
Оцінка 2017 року показала, що 1191 км², або 22 % загальної площі екорегіонів соснових лісів та сухих тропічних лісів Багамських островів, є заповідними територіями. Природоохоронні території включають: Лукайський національний парк, Національний парк Інагуа, Національний парк Малого Інагуа та Національний парк Праймевал-Форест.